# Xanthoparmelia canobolasensis
Xanthoparmelia canobolasensis är en lavart som beskrevs av Elix. Xanthoparmelia canobolasensis ingår i släktet Xanthoparmelia och familjen Parmeliaceae.   Inga underarter finns listade i Catalogue of Life.